# 中国出版集团

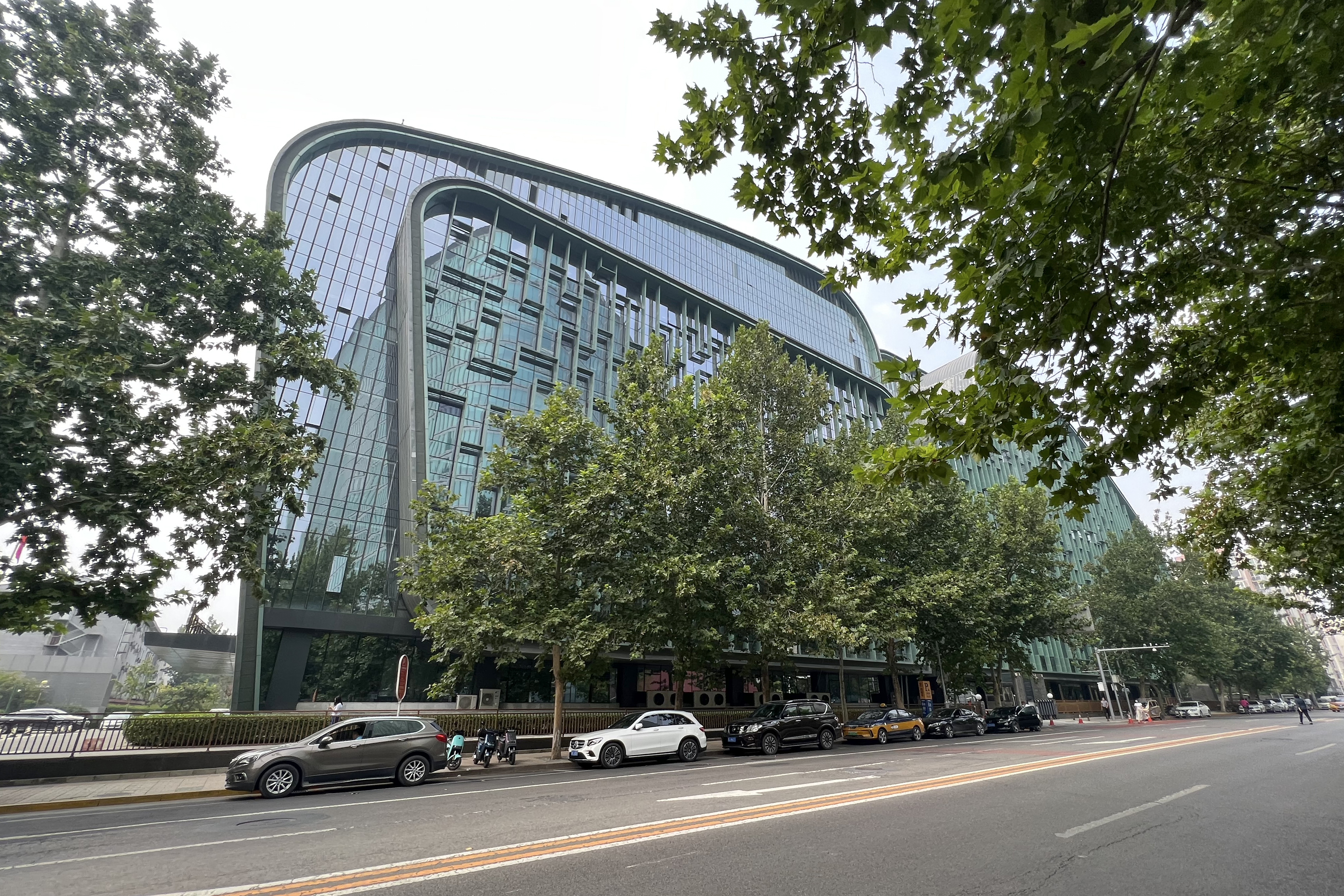
中国出版集团所在的新闻出版大厦

中国出版集团有限公司是中華人民共和國国有独资公司，为中国最大的出版社集团，由中华人民共和国国务院出资于2002年4月9日成立。该集团下辖人民文学出版社、商务印书馆、中华书局、中国大百科全书出版社、人民美术出版社、人民音乐出版社、生活·读书·新知三联书店、中译出版社、东方出版中心、新华书店总店、中国图书进出口（集团）总公司、现代教育出版社等38家出版机构，拥有98家各级子公司、控股公司。
2017年，中国出版集团有限公司资产总额近人民幣200亿元，净资产和营业总收入均逾人民幣100亿元。

## 历史
2002年4月9日，经中国共产党中央委员会与中华人民共和国国务院批准，中华人民共和国文化部部属国有企业整合组建中国出版集团，为中央级出版机构。
2004年3月25日，国务院同意，中国出版集团转制为中国出版集团公司，获取原中国出版集团的成员单位的出资人权利。
2011年12月28日，中国出版传媒股份有限公司成立。2017年8月21日，中国出版传媒公司在上海证券交易所股票上市（上交所：601949，简称：中国出版）。

## 组织机构
中国出版集团公司直属企业包括：
- 属于中国出版传媒股份有限公司：
  - 人民文学出版社
  - 商务印书馆
  - 中华书局
  - 中国大百科全书出版社
  - 中国美术出版总社
  - 人民音乐出版社
  - 生活·读书·新知三联书店
  - 中译出版社有限公司
  - 东方出版中心
  - 现代教育出版社
  - 中国出版传媒商报社
  - 中国民主法制出版社
  - 华文出版社
  - 世界图书出版公司
  - 现代出版社
  - 北京中新联科技股份有限公司
  - 北京中版联印刷物资有限公司
  - 中版集团数字传媒有限公司
  - 中版教材有限公司
  - 新华联合发行有限公司
  - 中版国际传媒有限公司
  - 中版文化传播有限公司
  - 中版昆仑传媒公司
- 不属于中国出版传媒股份有限公司：
  - 新华书店总店
  - 中国图书进出口（集团）总公司
  - 荣宝斋出版社
  - 中国对外翻译有限公司
  - 中版数字设备有限公司
  - 北京中版置业有限公司
  - 中版（北京）科贸有限公司